# Два знатних родичі
Два знатні родичі (The Two Noble Kinsmen) — романтична трагікомедія Вільяма Шекспіра, написана приблизно в 1613 році

## Історія створення
Твір вважається спільною роботою Шекспіра та Флетчера. Можливе натхнення твором Джеффрі Чосера «Кентерберійські оповідання»

## Сюжет
Основна дія розгортається навколо двох кузенів, Арсіта та Палемона, які потрапляють у полон під час війни, а потім закохуються в одну й ту саму жінку — Емілію. Виникає конфлікт між героями, вони борються за кохання і це впливає на їхню дружбу.
П'єса завершується дуеллю та трагічним фіналом.

## Жанрові особливості
- Поєднання рис романтичної п'єси та трагікомедії.
- Мотиви дружби, кохання та честі.

## Персонажі
- Арсіта — один із двох головних героїв, дворянин та лицар. Глибоко відданий своїй дружбі з Палемоном, але їхня дружба руйнується через закоханість в Емілію. Рішучий і пристрасний, здатний на самопожертву.
- Палемон — кузен і найкращий друг Арсіти. Він також закоханий в Емілію, що стає причиною конфлікту між ним і Арсітою. Відображає вірність, але також егоїзм у любові.
- Емілія — сестра Іподамії, об'єкт любові Арсіти й Палемона. Це молода та прекрасна жінка, символ ідеалу, заради якого герої готові на все. Вона коливається між почуттями до обох героїв, але врешті-решт її доля вирішується поза її волею.
- Тесей — герцог Афін, мудрий та справедливий правитель. Виступає арбітром у конфлікті між Арсітою й Палемоном. Його рішення впливає на долю героїв.
- Іподамія — дружина Тесея. Близька до Емілії та виконує роль підтримки для неї у складних ситуаціях.